# Барвинский, Александр Григорьевич
Александр Григо́рьевич Барвинский (псевдонимы: Австриец, Олег Подолянин, 6 июня 1847, Шляхтинцы, Галиция, Австрийская империя — 25 декабря 1926, Львов, Польша) — украинский историк, педагог, общественно-политический деятель.
В 1891—1907 годах — депутат рейхсрата. Основал Христианско-общественную партию. В 1918 году был секретарем образования и вероисповедания в первом Государственном секретариате (правительстве) ЗУНР.

## Биография

### Ранние годы
Александр Барвинский родился в селе Шляхтинцах на Тернопольщине в семье священника Григория Барвинского, вместе с братьями Владимиром, Иваном, Ипполитом и Осипом Барвинскими. Был женат на Евгении Барвинской, от которой у него было 4 ребёнка - Богдана, Василия, Александра Барвинских и Ольгу Бачинскую. Благородный род Барвинских, к которому принадлежал отец Александра — Григорий Григорьевич, упоминается в Червонной Руси с начала XVI века.
В 1857—1865 годах учился в Тернопольской гимназии. В 1865 году поступил в Львовский университет на философский факультет, изучал историю, украинский язык и литературу. Хорошо знал немецкий и несколько славянских языков.
В студенческие годы возглавлял львовский центр Общества, сотрудничал с украинскими периодическими изданиями «Правда», «Мета». «Русь», «Русалка». Был знаком с Николаем Лысенко (именно благодаря Барвинскому Лысенко написал своё «Завещание», что стало началом его грандиозной музыкальной «шевченкианы».
У Барвинского в Тернополе и Шляхтинцях гостил писатель Пантелеймон Кулиш (1869, 1872, 1879).

### Педагогическая деятельность
С 1868 года Барвинский занимался педагогической деятельностью, преподавал в гимназиях Бережан и Тернополя. С 1888 года — профессор государственной учительской семинарии в Львове.
В 1889—1918 годах — член Краевой школьного совета, в 1891—1896 годах председатель Украинского Педагогического Общества, заместитель председателя общества «Просвита» (1889 −1895).
Ещё в будучи в Бережанах, Барвинский концентрируется на создании украинских учебников, и издает «Выемки с украинской литературы», работает над внедрением фонетического правописания, а в 1886 году начал издавать Русскую историческую библиотеку (вышло 24 тома). Наряду с Александром Конисским и Владимиром Антоновичем стал одним из инициаторов реорганизации Литературного Общества им. Т. Шевченко в Научное Общество им. Т. Шевченко, а в 1892—1897 годах — возглавлял общество.
Государственный советник (1906), гофрат (1910).

### Политическая деятельность
Барвинский активно участвовал в общественно-политической жизни Галичины. Пытался достичь взаимопонимания с австрийским правительством и польскими политическими кругами, внедряя в жизнь политику так называемой «новой эры», которая, однако, потерпела неудачу (см. Народники).
В 1891—1907 годах был депутатом имперского парламента (с 1917 года — пожизненный член Совета Господ), в 1894—1904 годах — депутат Галицкого сейма .
В 1894 году создал в Львовском университете кафедру украинской истории и пригласил преподавателем Михаила Грушевского.
В 1896 году выступил учредителем Католического Русского Народного Союза, который в 1911 году превратился в Христианско-Общественную Партию.
После образования Западно-Украинской народной республики вошел в состав её правительства. С 9 ноября 1918 по 4 января 1919 годов возглавлял Государственный Секретариат образования и вероисповеданий в правительстве Костя Левицкого.
После оккупации польскими войсками Галичины отошел от политической деятельности.
Умер 25 декабря 1926 года во Львове. Похоронен в семейном склепе на Лычаковском кладбище, на участке № 3

## Труды
Барвинский — автор и составитель хрестоматии (читалок) по украинской литературе для гимназий и учительских семинарий:
- «Выемки с украинской литературы»,
- «Выбор из украинской литературы»,
- «История украинской литературы» (1920), и другие.

Ввел фонетическое правописание и термин «украинская-русская» в школьных учебниках и прессе.
Написал ряд статей по проблемам школьного образования, украинской истории, языкознания, политической жизни.
Основные работы:
- Иллюстрированная история Руси: В 5 час. — Т., 1880—1884;
- Иллюстрированная история Руси с древнейших до нынешних времен. — 1890;
- История Украины-Руси. — 1904;
- Dzieje powszechne dla seminaryów nauczycielskich. Lwów: C. K. Wydawnictwo Książek Szkolnych, 1910.
- История украинской литературы. Т. 1-2. — 1920, 1921;
- Краткая история украинского народа. — 1926, переиздана в Киеве 1991;
- Воспоминания из моей жизни. Ч. 1-2. — 1912, 1913 (все — Л.).
- Воспоминания из моей жизни / Ред. А. Шацкая, А. Федорук pед. Л. Винодел, И. Гирич — К.: Смолоскип, 2004

Политическая публицистика:
- Oesterreich-Ungarn und das ukrainische Problem: Beiträge zur politischen Lage. München-Leipzig: Hans Sachs-Verlag, 1915.
- Das ukrainische Volk in seiner Dichtung // Die slawische Volksseele: zwei Anfsätze. Jena: Diederichs, 1916. S. 39-68.
- Die politischen und kulturellen Beziehungen der Ukrainer zu Westeuropa // Die Ukraine. Kriegspolitische Einzelschriften. Heft 12. Berlin: Schwetschke, 1916. S. 5-31.

## Память
Именем Александра Барвинского названы:
- Чертковское педагогическое училище
- Улицу им. Семьи Барвинских в г. Тернополе

В 1997 году в селе Шляхтинцы на здании школы установлена мемориальная таблица в честь Барвинского, в помещении школы открыта комната-музей семьи Барвинских.